# Paul Worrilow
Paul Eric Worrilow (Wilmington, 1º maggio 1990) è un ex giocatore di football americano statunitense che ha militato nel ruolo di linebacker nella National Football League (NFL). Al college ha giocato a football all'Università del Delaware, venendo premiato come All-American.

## Carriera professionistica

### Atlanta Falcons
Dopo non essere stato scelto nel Draft NFL 2013, Worrilow firmò con gli Atlanta Falcons, riuscendo ad entrare nei 53 uomini per l'inizio della stagione regolare. Dopo avere trascorso alcune settimane come middle linebacker di riserva, Worrilow fu promosso come linebacker titolare nel lato forte. Il 3 novembre 2013, in una sconfitta contro i Carolina Panthers, Worrilow mise a segno 19 tackle, il massimo per un giocatore dei Falcons dal 1994. A fine anno guidò la squadra con 127 tackle, oltre a 2,0 sack, che gli valsero l'inserimento nella formazione ideale dei rookie assieme al compagno Desmond Trufant.
Nel 2014, Worrilow giocò tutte le 16 partite della stagione come titolare, classificandosi al quinto posto nella NFL con 143 tackle, oltre a 2 sack e 2 fumble forzati.

### Detroit Lions
Nel 2017, Worrilow firmò con i Detroit Lions.

### Philadelphia Eagles
Nel 2018 Worrilow firmò con i Philadelphia Eagles.

## Palmarès

### Franchigia
- National Football Conference Championship: 1

Atlanta Falcons: 2016

### Individuale
- All-Rookie Team - 2013

## Statistiche
| Partite totali      | 32  |
| Partite da titolare | 28  |
| Tackle              | 270 |
| Sack                | 4,0 |
| Intercetti          | 0   |

Statistiche aggiornate alla stagione 2014